# ISO 3166-2:GQ

Mapa administrativních oblastí Rovníková Guinea

Kódy ISO 3166-2 pro Rovníkovou Guineu identifikují 2 regiony, které se dále rozdělují na 8 provincií (stav v roce 2020). První část (GQ) je mezinárodní kód pro Rovníkovou Guineu, druhá část sestává z jednoho písmene identifikujícího region nebo dvou písmen identifikujících provincii.

## Seznam kódů
```
GQ-C  Pevninský region (Región Continental)
GQ-I  Ostrovní region (Región Insular)
GQ-AN Annobón (San Antonio de Palea)
GQ-DJ Djibloho (Ciudad de la Paz)
GQ-BN Bioko Norte (Malabo)
GQ-BS Bioko Sur (Luba)
GQ-CS Centro Sur (Evinayong)
GQ-KN Kié-Ntem (Ebebiyín)
GQ-LI Litoral (Bata)
GQ-WN Wele-Nzas (Mongomo)
```